# Hikichi Yuya (cầu thủ bóng đá, sinh 1983)
Yuya Hikichi (sinh ngày 2 tháng 5 năm 1983) là một cầu thủ bóng đá người Nhật Bản.

## Sự nghiệp câu lạc bộ
Yuya Hikichi đã từng chơi cho Júbilo Iwata, Shonan Bellmare và Tokushima Vortis.